# EDGE
 For alternative betydninger, se Edge. (Se også artikler, som begynder med Edge)
Enhanced Data Rates for GSM Evolution (EDGE) er ligesom GPRS, en opgradering af GSM-teknikken som tillader højere datahastigheder. EDGE kaldes også 2,5G, en mellem ting mellem GSM (2G) og 3G.
De teoretiske datahastigheder i EDGE er 236,8 kbit/s ved 4 timeslots og 473,6 kbit/s ved 8 timeslots. Med Evolved EDGE kan opnås teoretiske downloadhastigheder på 1000 kbit/s.
| Fysik | Spire Denne artikel om fysik er en spire som bør udbygges. Du er velkommen til at hjælpe Wikipedia ved at udvide den. |